# Михајло Орловић
Михајло Орловић је српски књижевник и новинар.
Рођен је у Босанском Милановцу код Санског Моста. Завршио је гимназију у Санском Мосту, а Факултет политичких наука у Београду - смер журналистика. Објавио је деветнаест књига (девет романа, шест књиге песама и три књиге прича). Аутор је више документарних филмова и телевизијских репортажа за које је добио награде Сребрни пастир, Златна буклија и друге. Михајло Орловић је превођен на више светских језика. У Бугарској, на фестивалу поезије свеславенских песника у Мелнику, добио је другу награду.
Уврштен је у неколико антлогија српске поезије и приповедака. Био је аутор култних емисија на РТРС "Сто људи сто ћуди", "У орловом гнијезду". Тренутно уређује и води емисију "Огњишта"

## Књиге
- „Беле мрље“ - песме
- „Капетанова фарма свиња“ - роман
- „Ноћна тканица“ - песме
- „Звоно“ - приповетке
- „Сузарев цвијет“ - приповетке
- „Огледало за кртице“ - песме
- „Дресирање ракова“ - роман
- „Уздрах на крову“ - роман
- „Суђаје“ - песме
- „Небо и ништа“ - роман
- "Пашчара", роман
- "Шести печат", роман
- "Оса у чаши", поезија
- "Крв на флаути", роман
- "Кебра" , роман
- "Самац", роман
- Скитач, пјесме
- "Град на језеру крви", записи
- "Под јужним крилом", антологија
- "Кишни снови", приче